# Route départementale 10 (Hautes-Pyrénées)
Pour les articles homonymes, voir Route départementale 10.
La route départementale 10, ou RD 10, est une route départementale des Hautes-Pyrénées reliant Escala à Guizerix.

## Descriptif

### Longueur
L'itinéraire présente une longueur de 30,9 km.

### Nombre de voies
La RD 10 est sur la totalité de son tracé bidirectionnelle à deux voies.

### Tracé
La RD 10 traverse le département du sud au nord à Escala depuis l'intersection de la route départementale D 938 et rejoint Guizerix jusqu’à la limite du Gers.
Elle raccorde le Pays des Nestes au Pays des Coteaux dans le Magnoac.

## Communes traversées
- Escala
- Lannemezan
- Clarens
- Galez
- Galan
- Tournous-Devant
- Campuzan
- Hachan
- Puntous
- Guizerix

## Gestion, entretien et exploitation

### Organisation territoriale
En 2021, les services routiers départementaux sont organisés en cinq agences techniques départementales et 25 centres d'exploitation qui ont pour responsabilité l’entretien et l’exploitation des routes départementales de leur territoire. 
La RD 10 dépend des agences du Pays des Nestes et du Pays des Coteaux et des centres d'exploitation de Galan et de Castelnau-Magnoac.

### Exploitation
En saison hivernale, le département publie une carte des conditions de circulation (C1 circulation normale, C2 délicate, C3 difficile, C4 impossible).

## Galerie

Sélection de vues des villages traversés.
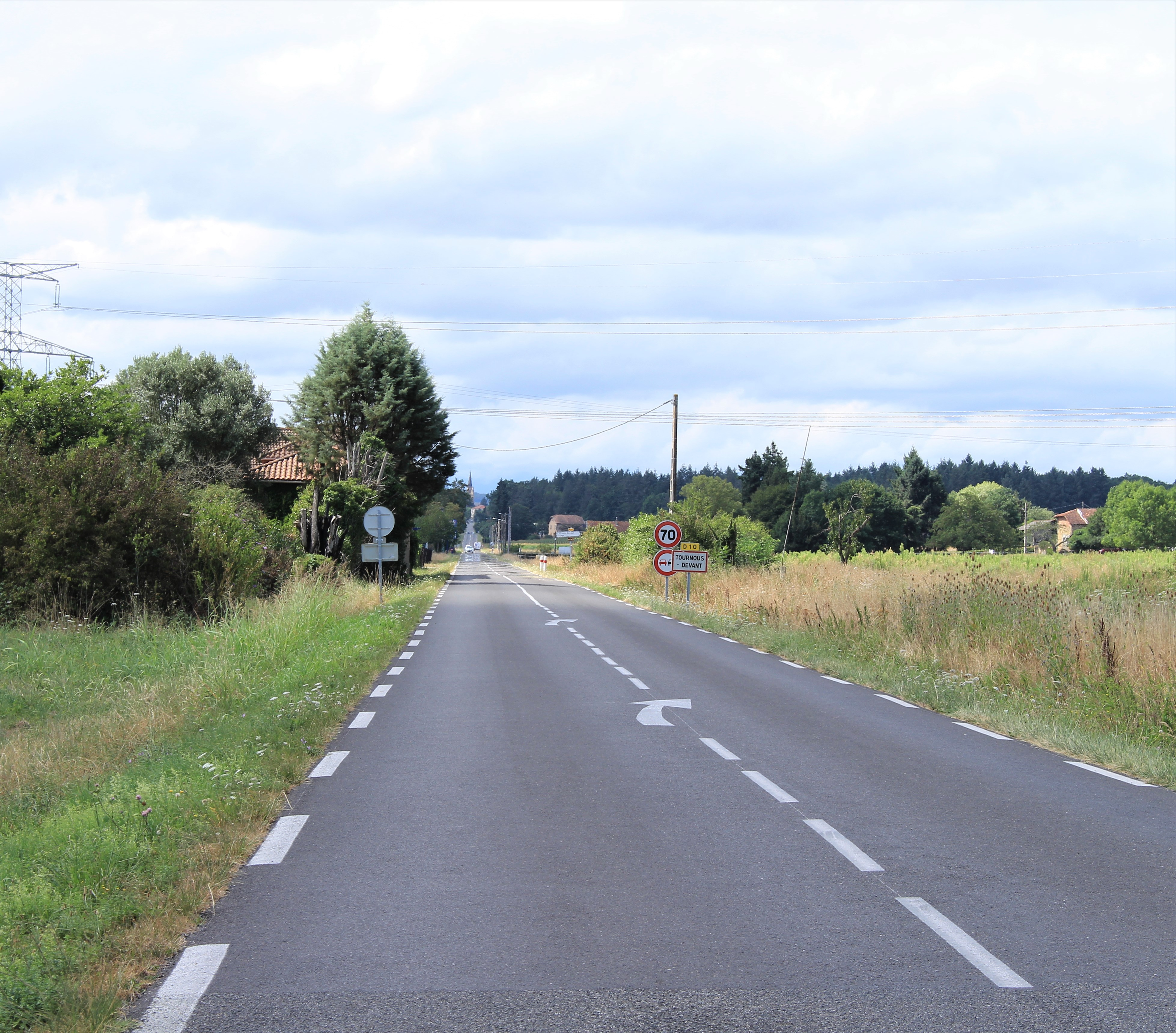
Entrée Nord de Tournous-Devant.